# كهوف كانديلاريا
كهوف كانديلاريا هي عبارة عن نظام كهوف طبيعية كبيرة في إدارة ألتا فيراباز، غواتيمالا بين بلديات تشيسيك وراكسروها. تشتهر الكهوف بظواهرها الكارستية الغريبة وأهميتها لتاريخ،.

## الفهرس
- Del Cid, Mario؛ David R. García (2003). "The Candelarias cave, Alta Verapaz: Demythifying communitarian participation in patrimonial conservation" (PDF). famsi.org. مؤرشف من الأصل (PDF) في 2015-09-24.
- Woodfill, Brent Kerry Skoy (2007). Shrines of the Pasión-Verapaz Region, Guatemala: Ritual and Exchange along Ancient Trade Route. Nashville.{{استشهاد بكتاب}}:  صيانة الاستشهاد: مكان بدون ناشر (link)